# Panagrobelus stammeri
Panagrobelus stammeri är en rundmaskart. Panagrobelus stammeri ingår i släktet Panagrobelus och familjen Panagrolaimidae. Inga underarter finns listade i Catalogue of Life.